# LSV Deep
Der Luftwaffen Sportverein Deep war ein kurzlebiger Sportverein im Deutschen Reich mit Sitz im heutzutage polnischen Deep.

## Geschichte
Zur neuen Saison wurden alle Vereine die noch am Spielbetrieb teilnehmen konnten in die Gauliga Pommern eingeteilt und dort in sogenannte Sportkreisgruppen eingeteilt. Die Gruppe Köslin des Abschnitt Ost wurde dem LSV zugeteilt. Diese Gruppe wurde aber auch schon früh abgebrochen, womit der Verein nur kein einziges Spiel bestreiten konnte, im Gegensatz zu jedem anderen Verein der Gruppe, welcher mindestens ein Spiel bestritt. Spätestens am Ende des Zweiten Weltkriegs wurde der Verein dann auch aufgelöst.